# Partido de la Justicia de Singapur
El Partido de la Justicia de Singapur (en inglés: Singapore Justice Party; en chino: 新加坡正义党; pinyín: Xīnjiāpō zhèngyì dǎng; en malayo: Parti Keadilan Singapura; en tamil: சிங்கப்பூர் நீதிக் கட்சி), abreviado como SJP, es un partido político singapurense establecido el 10 de agosto de 1972. Fue formado por trabajadores de los astilleros para representar a la comunidad india, aunque este objetivo más tarde se apartó con motivo de convertir al SJP en un partido multirracial. Poco después de su fundación logró atraer a muchos miembros del disuelto Frente Nacional Unido (UNF). Participó en las elecciones de los siguientes años, aunque nunca con más de cuatro candidatos.
En 2001 constituyó, junto a otras formaciones políticas, la Alianza Democrática de Singapur (SDA). Tras la salida del Partido Popular de Singapur de dicha coalición, el SJP pasó a ser la principal estructura política de la SDA, manteniéndose como tal hasta la fecha.